# Klos (Elbasan)
Klos es una localidad albanesa del condado de Elbasan. Se encuentra situada en el centro del país y desde 2015 está constituida como una unidad administrativa del municipio de Cërrik. A finales de 2011, el territorio de la actual unidad administrativa tenía 3262 habitantes.
La unidad administrativa incluye los pueblos de Klos, Selvias, Qyrkan, Lumas, Qafë, Floq, Trunç y Banjë.
Se ubica unos 10 km al sur de la capital municipal Cërrik.